# Бад-Кіссінген
Бад-Кіссінген (нім. Bad Kissingen) — місто в Німеччині, розташоване в землі Баварія. Підпорядковується адміністративному округу Нижня Франконія. Входить до складу району Бад-Кіссінген. Місце розташування керівних органів Державний центр Української Народної Республіки на еміграції в 1944—1946 роках.
Площа — 69,42 км2. Населення становить 22 421 ос. (станом на 31 грудня 2020).

## Уродженці
- Йозеф Абель (1914—1984) — німецький офіцер.

## Міста-побратими
- Айзенштадт, Австрія
- Вернон, Франція
- Масса, Італія
- Шіофок, Угорщина